# Anguilla australis
Anguilla australis är en fiskart som beskrevs av Richardson, 1841. Anguilla australis ingår i släktet Anguilla och familjen egentliga ålar.

## Underarter
Arten delas in i följande underarter:
- A. a. australis
- A. a. schmidti

## Bildgalleri

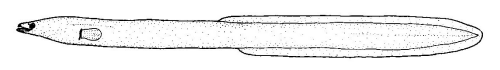
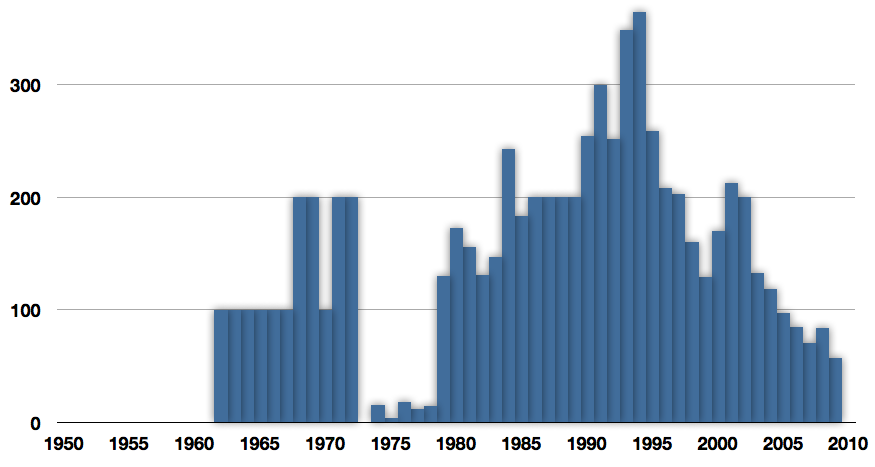